# Расселл, Иэн (американский футболист)
И́эн Ра́сселл (англ. Ian Russell; 30 августа 1975, Сиэтл, Вашингтон, США) — американский футболист, выступавший на позиции полузащитника, и футбольный тренер.

## Карьера

### Карьера игрока
В 1994—1997 годах Расселл обучался в Вашингтонском университете по футбольной стипендии. За «Вашингтон Хаскиз» в Национальной ассоциации студенческого спорта забил 29 голов и отдал 25 голевых передач. Трижды (в сезонах 1995—1997) включался в первую символическую сборную Горной тихоокеанской спортивной федерации.
На драфте Эй-лиги 1998 Расселл был выбран во втором раунде под общим 50-м номером клубом «Сиэтл Саундерс». По итогам сезона 1999 был включён во вторую символическую сборную Эй-лиги.
В 1999 году в течение шести недель тренировался в клубе Первого дивизиона Англии «Стокпорт Каунти».
На Супердрафте MLS 2000 Расселл был выбран в пятом раунде под общим 52-м номером клубом «Сан-Хосе Эртквейкс». В MLS дебютировал 25 марта 2000 года в матче стартового тура сезона 2000 против «Коламбус Крю». 14 июня 2000 года в матче Открытого кубка США против «Станислос Каунти Крюзерз» забил свои первые голы за «Эртквейкс», оформив дубль. 24 июня 2000 года в матче против «Чикаго Файр» забил свой первый гол в MLS.
По окончании сезона 2000 в MLS отправился в аренду в польский клуб «Лех Познань». Сыграл за «Лех Познань» всего один матч — 23 сентября 2000 года в третьем раунде Кубка Польши 2000/01 против «Одры Водзислав-Слёнски».
11 февраля 2003 года подписал новый многолетний контракт с «Сан-Хосе Эртквейкс». Первые шесть матчей сезона 2003 пропустил из-за тендинита ахиллова сухожилия. В составе «Эртквейкс» Расселл выиграл два Кубка MLS — в сезонах 2001 и 2003, и один Supporters’ Shield — в сезоне 2005. После сезона 2005 вместе с франшизой «Сан-Хосе Эртквейкс» переехал в Хьюстон, но 3 марта 2006 года был отчислен из «Хьюстон 1836».
2 апреля 2007 года Расселл присоединился к «Лос-Анджелес Гэлакси». Дебютировал за «Гэлакси» 8 апреля 2007 года в матче стартового тура сезона 2007 против «Хьюстон Динамо». Всего в сезоне 2007 сыграл три матча. 20 июля 2007 года «Лос-Анджелес Гэлакси» отчислил Расселла.

### Карьера тренера
Расселл имеет тренерскую лицензию категории A от Федерации футбола США.
Расселл начал тренировать детские команды, играя за «Сиэтл Саундерс», и продолжил тренировать в области залива.
28 ноября 2007 года Расселл вернулся в возрождённый «Сан-Хосе Эртквейкс» в качестве ассистента главного тренера Фрэнка Йеллопа. Ассистировал и следующему тренеру клуба Марку Уотсону. После увольнения Уотсона 15 октября 2014 года Расселлу было поручено временно исполнять тренерские обязанности в двух оставшихся матчах регулярного чемпионата сезона 2014. После вступления в должность главного тренера «Эртквейкс» Доминика Киннира 6 января 2015 года он вернулся на место ассистента.
22 ноября 2016 года Расселл был назначен главным тренером новообразованного клуба USL «Рино 1868», аффилированного с «Сан-Хосе Эртквейкс». По итогам сезона 2020 Расселл был назван сопобедителем премии «Тренер года в USL Championship». После завершения сезона 2020 клуб «Рино 1868» прекратил существование.
17 февраля 2021 года Расселл вошёл в штаб главного тренера «Торонто» Криса Армаса в качестве ассистента.
3 января 2023 года Расселл вернулся в «Сан-Хосе Эртквейкс», войдя в штаб нового главного тренера клуба Лучи Гонсалеса в качестве ассистента.

## Достижения
Как игрока
Командные
 «Сан-Хосе Эртквейкс»
- Чемпион MLS (обладатель Кубка MLS): 2001, 2003
- Победитель регулярного чемпионата MLS: 2005

Как тренера
Индивидуальные
- Тренер года в Чемпионшипе ЮСЛ: 2020